# Ловът (филм, 1959)
„Ловът“ (на норвежки: Jakten) е норвежки драматичен трилър от 1959 година.

## Сюжет
Двама мъже, които са влюбени в една и съща жена, предприемат заедно с нея пътуване в планината по време на ловния сезон. Драмата на любовния триъгълник завършва с трагедия...

## В ролите
- Ролф Сьодер като Бьорн
- Бенте Бьорсум като Гури
- Тор Стоке като Кнут
- Олафр Хавреволд като разказвача

## Номинации
- Номинация за Златна палма за най-добър филм от Международния кинофестивал в Кан, Франция през 1959 година.[2]